# Џексонвил (Арканзас)
Џексонвил (енгл. Jacksonville) град је у америчкој савезној држави Арканзас.

## Демографија
По попису из 2010. године број становника је 28.364, што је 1.552 (-5,2%) становника мање него 2000. године.
| Група             | 2000.          | 2010.          |
| Белци             | 20.104 (67,2%) | 15.594 (55,0%) |
| Афроамериканци    | 7.406 (24,8%)  | 9.272 (32,7%)  |
| Азијати           | 592 (2,0%)     | 597 (2,1%)     |
| Хиспаноамериканци | 1.012 (3,4%)   | 1.890 (6,7%)   |
| Укупно            | 29.916         | 28.364         |